# Eosentomon tennesseense
Eosentomon tennesseense är en urinsektsart som beskrevs av Copeland 1964. Eosentomon tennesseense ingår i släktet Eosentomon och familjen trakétrevfotingar. Inga underarter finns listade i Catalogue of Life.